# Bulbophyllum mobilifilum
Bulbophyllum mobilifilum là một loài phong lan thuộc chi Bulbophyllum.